# كارل لودفيج إنجل
كارل لودفيج إنجل (بالألمانية: Carl Ludwig Engel)‏ (و. 1778 – 1840 م) هو مهندس معماري، ورسام من ألمانيا . ولد في برلين.
توفي في هلسنكي.

## أعمال بارزة
من أهم أعماله:
- Oulu Cathedral
- Helsinki Old Church
- St. John Church
- Holy Trinity Church
- ساحة مجلس الشيوخ.

## روابط خارجية
- كارل لودفيج إنجل على موقع الموسوعة البريطانية (الإنجليزية)